# Tat'jana Bakal'čuk
Tat'jana Vladimirovna Bakal'čuk (in russo Татья́на Влади́мировна Бакальчу́к?; nata Kim, 김?; Oblast' di Mosca, 16 ottobre 1975) è un'imprenditrice russa di origine coreana, miliardaria, fondatrice e CEO di Wildberries, il più grande rivenditore online russo e il primo a libero servizio del paese..
Secondo Forbes, nel luglio 2024 il suo patrimonio è stato stimato in 7,4 miliardi di dollari. Due anni prima, nel 2022, il suo patrimonio valeva 13,1 miliardi di dollari, rendendola la donna più ricca della Russia.

## Biografia
Nata da una famiglia Koryo-saram, nome che si attribuiscono i coreani etnici negli stati post-sovietici (Koryo=Corea; saram=popolo), si è laureata all'Università di Kolomna e ha iniziato a lavorare come insegnante di inglese. Aveva intenzione di trasferirsi a Mosca e continuare la sua formazione come stilista. Tuttavia, ha dovuto abbandonare quel piano e tornare a insegnare inglese quando la crisi finanziaria del 1998 ha colpito la Russia.
Nel 2000 ha incontrato il suo futuro marito, Vladislav Bakal'čuk, un imprenditore fondatore di Utech ISP. Nel 2004, all'età di 28 anni e mentre era in congedo di maternità con il suo primo figlio, dal suo appartamento di Mosca, ha fondato Wildberries utilizzando i suoi risparmi di 700 dollari. Secondo la storia ufficiale dell'azienda, Bakal'čuk ha avviato l'attività senza capitale, esperienza o formazione professionale. In realtà, ottenne il capitale iniziale da suo marito, Vladislav Bakal'čuk. In particolare, questa somma è stata stimata in diversi milioni di dollari. Poco prima, il marito aveva venduto il provider Internet UTech a Gazprombank per 7,5 milioni di dollari.
Inizialmente l'azienda si è concentrata sulla rivendita di abbigliamento dai cataloghi di Otto e Quelle. Secondo The Bell, in un primo tempo i Bakal'čuk non vendevano vestiti solo dai cataloghi di Otto o Quelle ma vendevano anche capi di abbigliamento in un negozio di seconda mano nel centro commerciale Dynamite nel distretto di Vykhino-Zhulébino. Il negozio è stato commercializzato come un outlet con 1000 modelli di vestiti di seconda mano provenienti dall'Europa. Alcuni degli articoli sono stati distribuiti anche attraverso una pagina web. Nel 2003, l'indirizzo del centro commerciale è stato inserito nei contatti del catalogo D-Luxe realizzato dallo studio UT Design di Bakal'čuk e Fadeev. Ad ogni modo, Wildberries ha sempre dichiarato che il negozio di seconda mano non era affiliato con l'azienda.
Nel 2006, Wildberries ha ottenuto un ufficio a Milkovo, nella regione di Mosca, un team di corrieri, operatori telefonici e una squadra IT. A quel punto, l'azienda ha iniziato a vendere abbigliamento di piccoli marchi europei locali e l'eccesso di stock di vecchie collezioni di marchi noti. Wildberries è stata tra le prime aziende russe di e-commerce a offrire una tariffa di consegna fissa e una prova gratuita e a costruire una rete di punti di ritiro con camerini. Entro il 2020, l'azienda gestiva oltre 7.000 punti di ritiro. 

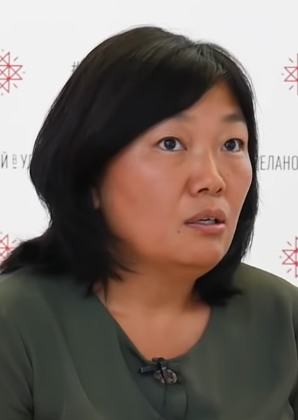
Bakal'čuk nel 2019

Durante la crisi finanziaria del 2014-2016, Wildberries è passata a un modello di business basato su piattaforma (quello impiegato da Amazon). L'azienda ha beneficiato del drammatico aumento degli ordini online durante la pandemia di COVID-19 (a partire dal 2020).  Nel 2018 Tatyana Bakalchuk ha fondato Wildberries Holdings Ltd a Cipro.
Nel 2019 il valore dell'azienda era stimato in 1 miliardo di dollari, il che ha reso Bakal'čuk la seconda donna in Russia a diventare miliardaria dopo Elena Baturina.
Nel febbraio 2021 è diventata proprietaria del 100% delle azioni di Standard-Credit Bank LLC. Nel maggio 2021 Bakal'čuk è entrata a far parte del Consiglio di vigilanza di VTB Bank. Nel 2022 è stato annunciato che Bakal'čuk avrebbe lasciato il consiglio.
Nel luglio 2021 l'Ucraina ha imposto sanzioni contro Tat'jana e Vladislav Bakal'čuk, nonché contro il loro rivenditore Wildberries. La società è stata accusata di vendere uniformi militari russe e letteratura anti-ucraina. Nel dicembre 2021 Bakal'čuk si è unita al Fronte popolare panrusso.

## Vita privata
È sposata con Vladislav Bakal'čuk, un tecnico informatico. Hanno sette figli e vivono a Mosca.